# Сполучна тканина

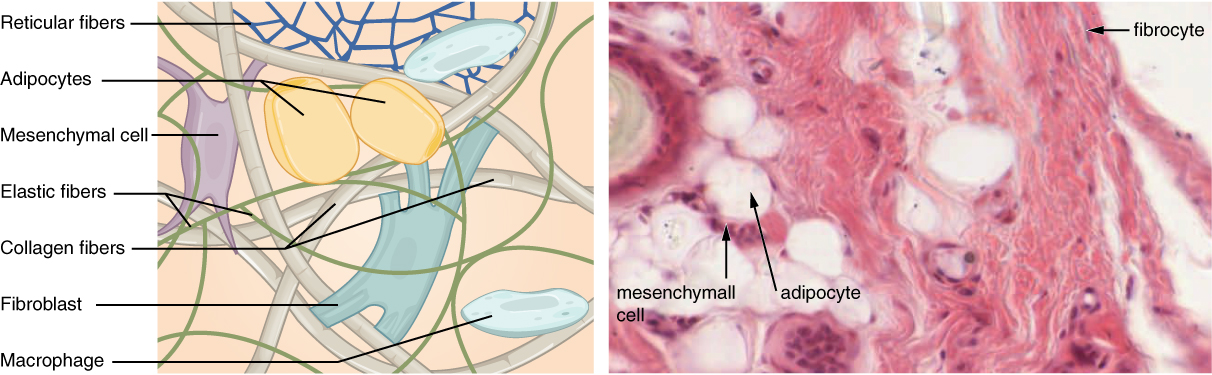
Сполучна тканина. На малюнку праворуч показано гістологічний пофарбований препарат сполучної тканини. На малюнку ліворуч схематичне зображення сполучною тканини.

Сполу́чна ткани́на — тканина живого організму, яка виконує опорну, захисну і трофічну функції. Складається з декількох видів клітин; переважно з фібробластів, волокон і основної тканинної речовини. Міжклітинна речовина добре виражена.

## Функції
Сполучна тканина виконує опорну, захисну і трофічну функції.
- Трофічна — бере участь в обміні речовин (кров, лімфа, жирова), тому в таких видах сполучної тканини багато міжклітинної речовини.
- Захисна — клітини здатні до фагоцитозу і беруть участь в процесах імунітету та зсідання крові
- Опорна — утворює зв'язки, сухожилля, хрящі, кістки (в таких видах сполучної тканини міжклітинна речовина щільна за рахунок переважання волокон, а в кістковій тканині міститься велика кількість солей).
- Бере участь у загоюванні ран, бо має найвищу здатність до регенерації.

## Види
Анатомічно вирізняють:
- Волокниста сполучна тканина
- Скелетна сполучна тканина
- Сполучна тканина з особливими функціями:
  - жирова
  - ретикулярна
  - пігментна
  - слизова[1]

Власне сполучна тканина складається з клітин (фібробластів) і міжклітинної речовини (волокна з білків колагену й еластину); її поділяють на пухку та щільну. Пухка сполучна тканина з'єднує шкіру зі структурами, які лежать під нею, вкриває кровоносні судини та нерви. Щільна сполучна тканина утворює дерму, сухожилля, зв'язки.
Сполучна тканина зі спеціальними функціями представлена жировою тканиною і пігментними клітинами. Жирова тканина складається з клітин (ліпоцитів) і утворює жирові депо організму — підшкірну жирову клітковину, сальники. Пігментні клітини розсіяні в шкірі; вони містять пігмент меланін, який захищає організм від ультрафіолетового випромінювання.
Тверда сполучна тканина представлена кістковою і хрящовою тканинами, а рідка — кров'ю та лімфою.
Кількість і вигляд клітин та волокон, а також кількість і склад основної речовини у різних видів сполучної тканини відрізняються залежно від їхніх функцій. Розрізняють декілька видів сполучної тканини: кісткову, хрящову, жирову та інші. До сполучної тканини відносяться також кров та лімфа. Сполучна тканина утворює строму практично всіх органів.

## Класифікація клітин сполучної тканини
Клітини сполучної клітини розрізняють як: резиденти (макрофаги, тучні, адипоцити, хондробласти, хондроцити, остеобласти, остеоцити, фібробласти, фіброцити) і мігранти (лейкоцити (нейтрофіли, еозинофіли, базофіли, моноцити), плазматичні клітини).
Фібробласти — численна група клітин сполучної тканини з різним ступенем диференціації. Це клітини, що відповідають за синтез молекул позаклітинної речовини. За формою вони є дуже різні, розмір 20 мкм. Також здатні до проліферації та міграції. Секретують три основні продукти: проколаген, глікозаміноглікани та проеластин. Активно здійснюють синтез білків (для формування компонентів міжклітинної речовини).
Фіброцити — це є старі (зрілі) фібробласти, які не здатні до поділу. Є веретеноподібної форми. Виконують функцію — підтримання тканинної структури.
Макрофаги — клітини в межах тканин, які походять від специфічних білих кров'яних тілець, моноцитів. Інша назва — гістіоцити. Це клітини з невеликим округлим ядром (їх є від 1 до 3) і цитоплазмою, що містить украплення у вигляді часток, пошкоджених ядер, ліпідів, бактерій, рідше цілих клітин. Їхній діаметр становить 20-60 мкм. Вони здатні до проліферації і поділяють їх на резиденті та рухливі. Не мають сталої форми. Їхня функція полягає втому, що вони беруть участь в утворені міжклітинної речовини.
Тучні клітини — це клітини які являють собою лейкоцити, отримані з плюрипотентних гемопоетичних клітин кісткового мозку, які завершують дозрівання в тканинах. Вони є практично у всіх групах хребетних; у людини вони мають округлу або овальну форму, діаметром 20-35 мкм. В собі мають багато мітохондрій та добре розвинений апарат Гольджі. За своїм складом вони подібні до базофільних гранулоцитів тому всередині наявні — гістамін (викликає розширення капілярів крові та підвищує проникність капілярів) та гепарин (потужний антикоагулянт крові). Локалізуються вздовж капілярів, під шкірою, в слизових дихальної і травної систем. Їхня функція є зв'язування та нагромадження в цитозолі сульфатів (регуляція складу міжклітинної речовини).
Плазмоцити — клітини лімфоїдної тканини, які виробляють імуноглобулін і розвиваються з клітин-попередниць В-лімфоцитів через більш молоді стадії. Ці клітини є невеликі, усього 7-10 мкм. Вони розміщені у мигдаликах, селезінці, лімфовузлах, печінці. У них наявні усі основні органели. Вони забезпечують утворення антитіл у відповідь на антиген. Плазмоцити пухкої сполучної тканини є мігрантами, які не розвиваються з первинної мезанхіми тієї частини тіла, де пізніше будуть функціонувати. Також, фактично, плазмоцити є імунологічно активованими В-лімфоцитами, які відповідають за синтез імуноглобулінів.
Перицити — це сполучнотканинні клітини зіркоподібної або відростчастої форми, що розташовані зовні від ендотелію капілярів. Вони забезпечують зміну ширини просвіту капіляра. Беруть участь у синтезі елементів базальної мембрани та позаклітинного матриксу, а також виділяють вазоактивні сполуки. Є скоротливими. Наявні усі основні органели (мають дископодібне ядро).
Ендотеліальні клітини — утворюють ендотелій, який є внутрішнім шаром клітин, що вистеляє капіляри, а також кровоносні і лімфатичні судини і порожнини серця. Ці клітини мають сплющену форму і містять усі основні органели. Вони швидко набухають і здатні міняти ширину просвіту каналу, виконують бар'єрну функцію.
Адипоцити — це є великі клітини (30 — 50 до 120 мкм), жирові клітини, які здатні накопичувати жир. Завдяки значному скупченню адипоцитів пухка сполучна тканина може перетворюватися на жирову. Вони є похідними мезенхімальних стовбурових клітин. Розміщуються вздовж капілярів та в окремих ділянках організму. Здатні синтезувати жирні кислоти із глюкози та амінокислот. Існує 2 типи:
— білі, які майже не містять органели
— бурі, які містять основні органели і включення глікогену та цитохроми.
Основними функціями є запасання жиру, як високоенергетичної сполуки. У собі вони також накопичують бурий жир який окислюється для отримання тепла.
Пігментні клітини — у цитоплазмі містять велику кількість зерен пігменту (меланіну). Вони є рухомі і мають відростки. Також відіграють захисну роль і впливають на теплообмін. Найбільше зустрічаються в райдужці ока, судинній оболонці ока і родимих плямах.
Ретикулярні клітини — видовжені клітини, які мають багато відростків, що з'єднується з відростками інших ретикулоцитів і формують сітку. Ретикулярні клітини разом з ретикулярними волокнами утворюють строму органів кровотворення й імунної системи. Ці клітини мають велике кругле або еліпсоподібне світле ядро, яку заповнює майже всю клітину. Вони рідко діляться і є малодиференційовані. Також беруть участь у перших етапах імунологічних реакцій.